# Jethou
Jethou (em inglês: /ʒɛˈtuː/) é uma pequena ilha que faz parte do Bailiado de Guernsey, nas Ilhas do Canal. É propriedade privada e não está aberta à visitação pública. Está logo ao sul de Herm e possui área de aproximadamente 18 hectares.

## História

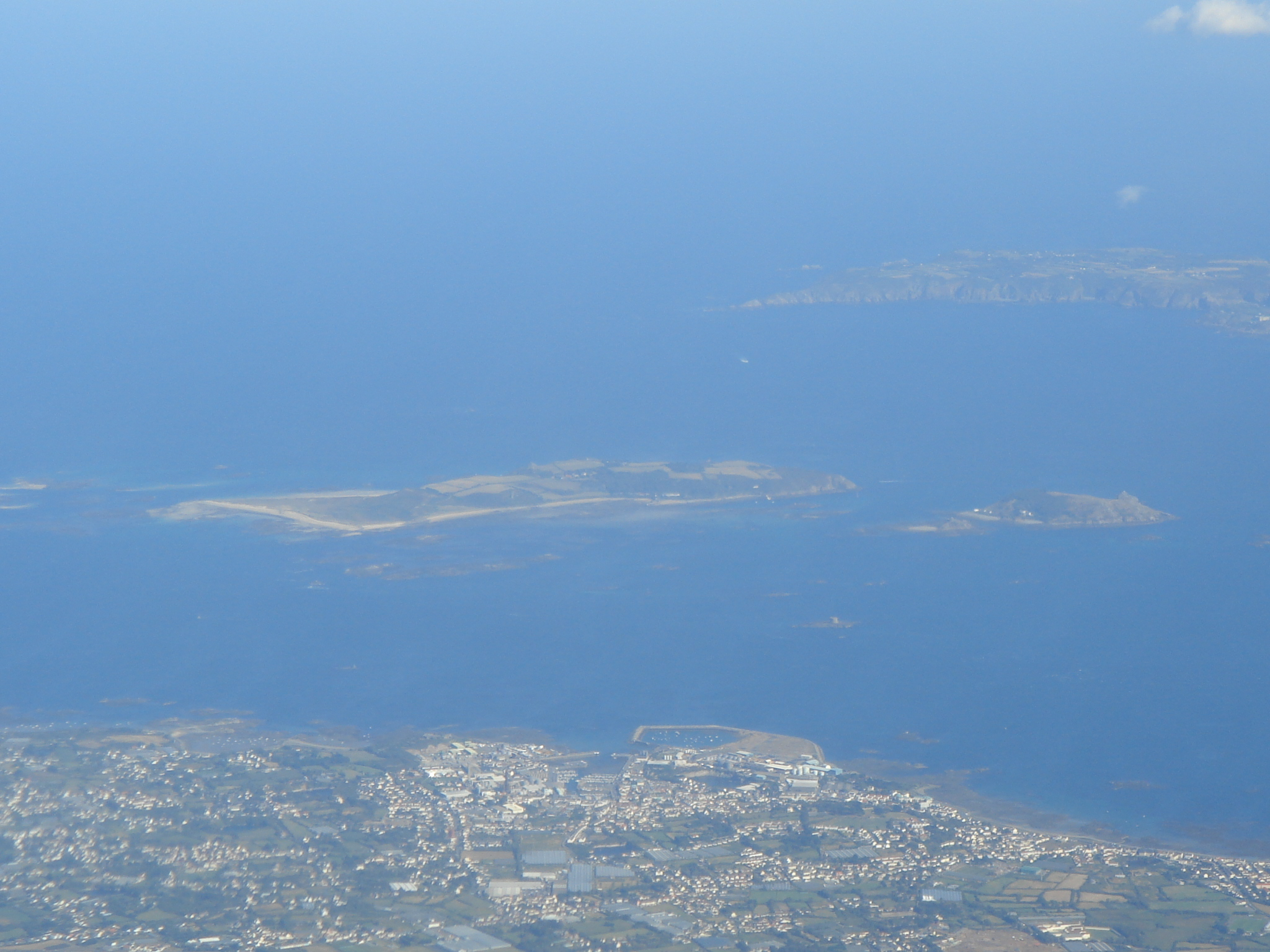
Uma visão aérea mostrando Jethou na parte central à direita, próxima à sua vizinha maior, Herm, com Sark ao fundo na costa leste de Guernsey.

Há relatos de que em 709 d.C. uma tempestade varreu a faixa de terra que ligava Jethou a Herm. O nome da ilha contém o prefixo normando -hou que significa "ilha pequena". Em 1416, tornou-se parte dos bens de Henrique V, permanecendo ainda hoje como arrendamento da Coroa e agora como propriedade de Guernsey.
Foi reconhecida em 2016 como área de importância ambiental de acordo com a Convenção sobre as Zonas Húmidas de Importância Internacional.

## Política
Diferentemente das amplamente autônomas ilhas de Sark e Alderney dentro do bailiado de Guernsey, Jethou é inteiramente administrada por Guernsey, e elege seus representantes como parte do States of Deliberation dentro do distrito eleitoral sul de St. Peter Port.

## Fauna
No lado leste de Jethou, podem ser vistos fradinhos a partir da chegada da primavera.